# Српски национални савез (Црна Гора)
Српски национални савез (СНС) је бивша политичка коалиција у Црној Гори, основана уочи парламентарних избора заказаних за 14. октобар 2012. године. Коалицију су сачињавале: Демократска српска странка, Странка српских радикала и невладина организација Српско народно вијеће Црне Горе. Изборни слоган коалиције је гласио: Срби за Србе. За носиоца изборне листе одређен је Ранко Кадић.
До формирања Српског националног савеза дошло је након неуспјешних преговора о стварању шире коалиције српских и просрпских странака, који су вођени током љета 2012. године. Иако је почетком августа постојала начелна сагласност о потреби формирања шире коалиције под називом Српски блок, до тога ипак није дошло, усљед неслагања око заступљености странака и редосљеда кандидата у оквиру заједничке листе, што је у широј јавности схваћено као још један у низу доказа о пословичној српској неслози. Усљед коначног разлаза међу учесницима преговора, један дио странака је приступио стварању коалиције под називом Српски национални савез, док се други дио опредјелио за стварање посебне коалиције под називом Српска слога.
Приликом склапања коалиционог споразума о основању Српског националног савеза, за носиоца изборне листе изабран је Ранко Кадић, предсједник Демократске српске странке. Током изборне кампање, челници ове коалиције су указивали на кључне проблеме са којима се у Црној Гори суочава српски народ, указујући тим поводом на потребу очувања српског политичког и националног идентитета у тој држави. Према званичним резултатима избора, коалиција Српски национални савез је освојила 3.085 гласова (0,85%), што није било довољно за улазак у парламент. Усљед изборног неуспјеха, носилац листе Ранко Кадић је непосредно након избора поднио оставку на функцију предсједника ДСС.
У исто вријеме (2012), коалиција је наступила и на општинским изборима у Котору, освојивши један одборнички мандат. Све чланице ове коалиције су касније (2014) учествовале у покушају стварања шире асоцијације српских организација у Црној Гори, под називом Српска иницијатива.